# Bitwa morska przy przylądku Arkona
Bitwa przy przylądku Arkona miała miejsce w roku 1712 w trakcie III wojny północnej.
W roku 1712 szwedzka flota licząca 95 okrętów transportowych oraz 29 okrętów liniowych pod wodzą admirała Hansa Wachtmeistera popłynęła do Rugii, gdzie wyładowała sprzęt wojskowy i żołnierzy. Podczas tej operacji w rejonie przylądka Arkona, Szwedów zaatakowała duńska flota dowodzona przez admrała Ulrika Christiana Gyldenløve, która wdarła się pomiędzy jednostki szwedzkie. Duńczycy zdobyli 15 transportowców i spalili 40 pozostałych. Pozostałe jednostki szwedzkie odpłynęły. 

Źródło
- Zygmunt Ryniewicz: Leksykon bitew świata, Wyd. Almapress, Warszawa 2004.